# Tetraonyx nigrifrons
Tetraonyx nigrifrons es una especie de coleóptero de la familia Meloidae.

## Distribución geográfica
Habita en  Perú.